# Зіньківська міська територіальна громада
Зіньківська міська громада — об'єднана територіальна громада в Україні, в Полтавському районі Полтавської області. Адміністративний центр — місто Зіньків.
Утворена 17 вересня 2019 року шляхом об'єднання Зіньківської міської ради та Проценківської сільської ради Зіньківського району.

## Населені пункти
До складу громади входять 1 місто (Зіньків) і 83 села: Арсенівка, Артелярщина, Бірки, Бобрівник, Будки, Василе-Устимівка, Василькове, Велика Павлівка, Велика Пожарня, Високе, Власівка, Галійка, Горобії, Гришки, Гусаки, Дадакалівка, Дамаска, Дейкалівка, Довбнівка, Довжик, Довжок, Дуб’яги, Дубівка, Дуб'янщина, Загрунівка, Зайці, Іщенківка, Кирило-Ганнівка, Кілочки, Княжева Слобода, Косяки, Кругле, Лагоди, Левченки, Лютенські Будища, Макухи, Манилівка, Матяші, Миколаївка, Михайлівка, Морози, Новоселівка, Одрадівка, Пеленківщина, Переліски, Петрівка, Петро-Ганнівка, Пилипенки, Пишненки, Підозірка, Пірки, Піщанка, Покровське, Прилівщина, Проценки, Романи, Романівка, Руденки-Гончарі, Саранчівка, Свічкарівщина, Сиверинівка,  Слиньківщина, Соколівщина, Ставкове, Стара Михайлівка, Стрілевщина, Ступки, Сулими, Тарасівка, Тимченки, Троянівка, Удовиченки, Федорівка, Хмарівка, Храпачів Яр, Хрипки, Цвітове, Чорняки, Шевченки, Шенгаріївка, Шилівка, Шкурпели, Яцине-Окарі.